# Amiota allemandi
Amiota allemandi este o specie de muște din genul Amiota, familia Drosophilidae, descrisă de Bachli, Vilela și Haring în anul 2002.
Este endemică în Turkey. Conform Catalogue of Life specia Amiota allemandi nu are subspecii cunoscute.